# 钝颌翼龙属

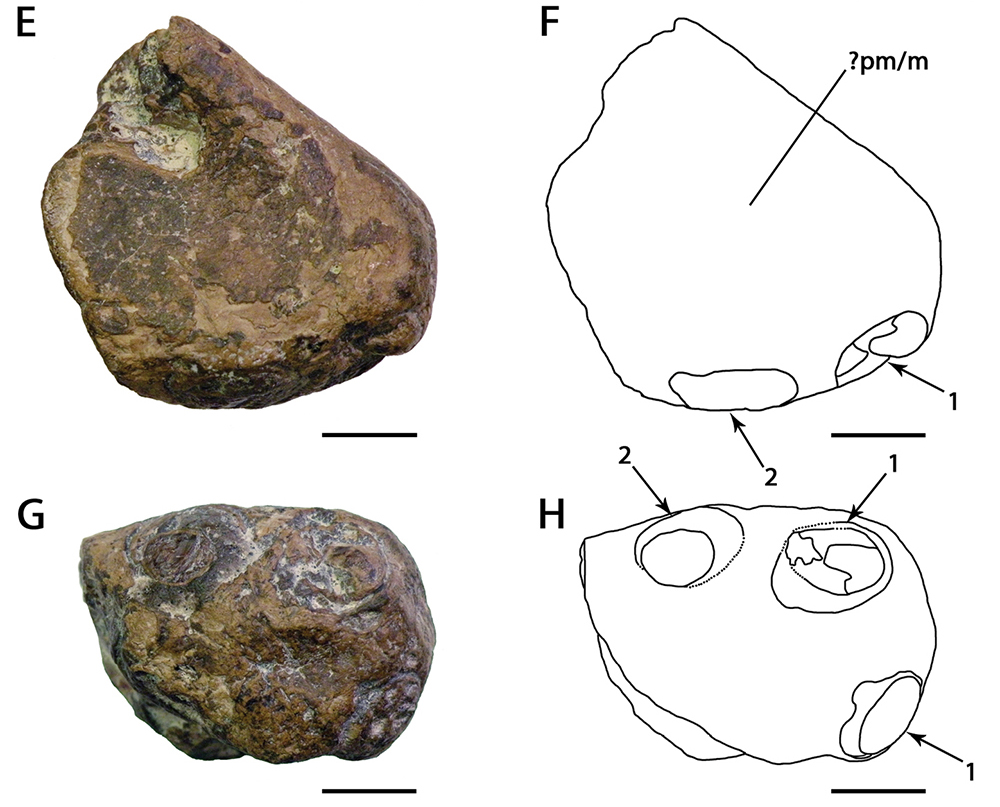
宽颌钝颌翼龙正模标本。该物种可能是粗齿钝颌翼龙的异名

钝颌翼龙（学名：Amblydectes）是一个属仅有颌骨碎片被发现的翼龙。其下颚明显向尖端逐渐变扁，横截面呈三角形。它有时被列为残喙翼龙、槌喙龙、枪嘴翼龙或鸟掌翼龙的异名。2013年的一项研究发现粗齿钝颌翼龙（A. crassidens）和宽颌钝颌翼龙（A. eurygnathus）均为疑名，扁口钝颌翼龙（A. platystomus）则可能属于一个不同的未命名属。2021年一项研究发现钝颌翼龙是古魔翼龙科的一个有效属，并将扁口钝颌翼龙命名为独立属白龙翼龙。宽颌种被发现可能是粗齿种的次异名。